# Tボーンズ
- Tボーンズ
- T・ボーンズ
- T.ボーンズ
- T-ボーンズ

Tボーンズ（ティーボーンズ、The T-Bones）は、アメリカ合衆国のエレクトリック・インストゥルメンタル・バンド。当初はスタジオ・ミュージシャン集団レッキング・クルーによる覆面バンドとして結成され、数枚のレコードをリリースしたが不発に終わる。胃腸薬アルカ・セルツァーのCM曲のカバー「ビートでOK」が1966年2月に全米3位のヒットを記録したため、急遽メンバーを集め公式にバンドを結成しライブ活動を行なった。日本ではエレキ・ブームに乗り「真赤な太陽」（全米62位）がヒットし、来日公演も果たした。のちに参加メンバーによりハミルトン、ジョー・フランク&レイノルズが結成された。

## 補足
メンバー決定後も録音時の演奏はラスト・アルバム以外はレッキング・クルーが担当した。

## 主な楽曲
- 「ビートでOK（No Matter What Shape (Your Stomach's In)）」1966年 全米3位 サスチャ・バーランド作曲
- 「真赤な太陽（Sippin' 'N Chippin'）」1966年 全米62位 サスチャ・バーランド作曲

## ディスコグラフィ

### アルバム
- 『ボス・ドラッグ』 - Boss Drag (1964年、Liberty)
- 『ボス・ドラッグ・アット・ザ・ビーチ』 - Boss Drag at the Beach (1964年、Liberty)
- Doin' the Jerk (1965年、Liberty)
- 『ノー・マター・ホワット・シェイプ』 - No Matter What Shape (Your Stomach's In) (1966年、Liberty)
- 『真赤な太陽』 - Sippin' and Chippin' (1966年、Liberty)
- Everyone's Gone To The Moon (And Other Trips) (1966年、Liberty)
- Shapin' Things Up (1965年、Sunset SUM)